# Средние Хороли
Средние Хороли — хутор в Зерноградском районе Ростовской области России.
Входит в состав Манычского сельского поселения.

## География

### Улицы
- ул. Заречная,
- ул. Лесная,
- ул. Озерная,
- ул. Полевая.

## Население
| 2010 |
| ---- |
| 270  |

### Известные люди
В хуторе родился Герой Социалистического Труда Пётр Евтеевич Зинченко (1918—1992).